# Нуармутье
Нуармутье́ (фр. Noirmoutier) — остров у атлантического побережья Франции в департаменте Вандея, неподалёку от устья Луары. Длина 18 км, ширина от 500 метров до 12 км, площадь — 49 км², население — 9182 человек (2020). Отделяется от суши узким (2 км) проливом Гуле-де-Фромантен, а с 1971 года соединён с материком так же мостом. Центральная часть острова расположена на 4 м ниже уровня моря, однако защищена от наводнений дамбами.
Он состоит из четырёх коммун — Нуармутье-ан-л'Иль, Барбатр, Л'Эпин и Ла Гериньер, сгруппированных в сообщество коммун Иль-де-Нуармутье. Остров часто называют «островом мимоз» из-за его мягкого климата, позволяющего мимозам расти и цвести там зимой. Его доминирующими ландшафтами являются солончаки, дюны и дубовые леса.

## Название
Название острова на пуатевинско-сентонжском языке — Nérmoutàe (в текстах XIII века — Nermoster). Эти названия происходят от латинского in + Herio Monasterio, то есть: «в монастыре Герус», причем Герус — латинское название северной части острова (ныне «остров Гер»). Древнее имя Гер или Геру (Her или Heru), что означает пустыня, может иметь корни в аккадском слове erû: голый, пустой, и erû; медь . Одна из гипотез, на первый взгляд маловероятная, заключалась бы в том, что аккадцы, которым требовалась медь для изготовления посуды или оружия, совершили некогда в поисках неё плавание в Ирландию и Корнуолл, сделав по пути остановку на необитаемом острове Геру.

## География

### Местоположение
Нуармутье — остров на Атлантическом побережье Франции, расположенный к северо-западу от Вандеи. Он расположен к югу от устья Луары, к северо-востоку от Иль-д'Йе и к юго-востоку от Бель-Иль-ан-Мер. Отделенный от материка проливом Фроментин, расположенным на его южной оконечности, он закрывает залив Бурнёф (или «залив Бретань») в его западной и южной частях.

### Рельеф

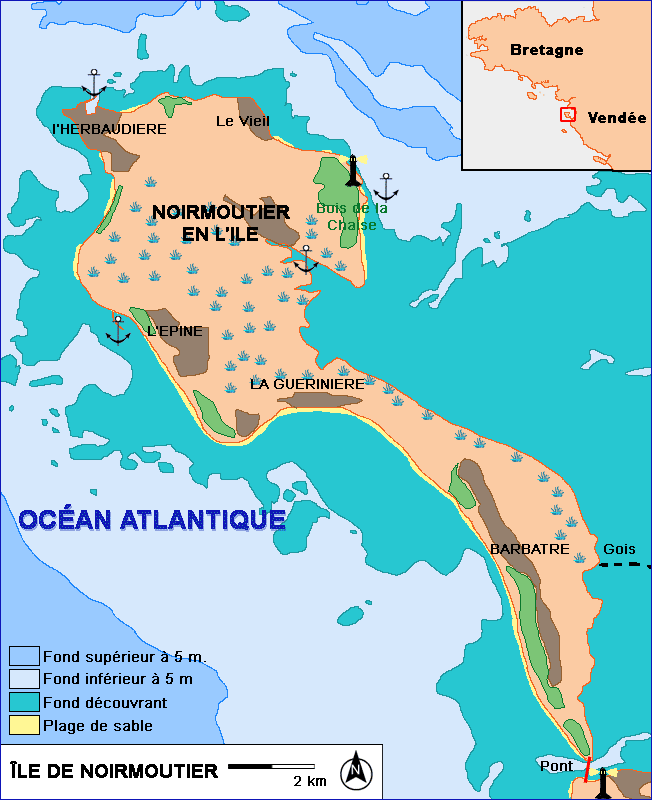
Карта острова Нуармутье.

Рельеф Нуармутье в целом невысокий, как и Иль-де-Ре или даже Олерон. Самая высокая точка острова находится на северо-востоке (Ле-Пе-де-л'Эрс), в Ле-Буа-ле-Элукс с высотой 23 метра, в то время как самые низкие высоты находятся в центральной части острова, иногда солончаки находятся почти на уровне моря.
Рельеф повышается на уровне мыса Луары (юг центральной части острова), а также у входа на остров в лес Фоссе и Барбатр. В западной части острова высота над уровнем моря в среднем достигает четырёх-шести метров. Начиная с южной оконечности острова, мы находим большие песчаные пляжи с массивом дюн, простирающимся от оконечности Фосса до Ла-Гериньер. Дальше вглубь преобладают большие сосновые леса и окраины дюн.
К северу от этой части ландшафт меняется более резко: дюны уступают место солончакам. В северной части острова есть более или менее каменистые пляжи, особенно от оконечности Люзеронда через Эрбодьер до Вьеля.
Именно в восточной части острова изменение рельефа наиболее значительное. От Гранд-Вьей до Ла-Клэр пляжи уступают место фермам, а на оконечности Буа-де-ла-Шез зелёные дубовые леса уступают место каменистым склонам с перепадом высот «всего» пятнадцать метров. От этой точки острова до Якобсена местность более пологая и гораздо менее крутая с мелким песчаным пляжем (пляж Саблео). Наконец, от левого берега порта Нуармутье до Кал-де-ла-Фоссе польдеры уступают местам выращивания устриц.

### Геология и геоморфология острова
Остров Нуармутье расположен в южной Арморике (точнее, в западной области Вандеи), отмеченной бретонской орогенной фазой варискского горообразования, в начале нижнего карбона, или Турне, около 360 млн лет назад. Континентальное столкновение во время собственно варискового горообразования приводит в Армориканском массиве к общему метаморфизму низкого и среднего давления, формирующему гнейсы и слюдяные сланцы, к фазам сдвига и анатексии, порождающим мигматиты и граниты. Наконец, это приводит к образованию множества лейкогранитов (с двумя мусковитовыми и биотитовыми слюдами), интрузивных через кристаллические сланцы, одновременно со сдвигами и этим метаморфизмом. Таким образом, Нуармутье является частью большого пояса лейкогранитов к югу от массива Арморика. Этот пояс соответствует огромному батолиту, внедрённому в метаморфические породы, лишь несколько плутонов достигают эпиметаморфического палеозоя. Этот батолит разделен на несколько полос («лент»), которые резко расходятся в восточном направлении: главная ось (Пуэнт-дю-Ра — Нант — Партене — Мильваш) с выпуклостью на северо-восток (ориентация N 110-130 ° в.д.), связанная с южноарморским сдвигом (правосторонний сдвиг в соответствии с кадомианской ориентацией , горизонтальное отклонение которого достигает 500 км); к северу от этой оси полоса Локронан—Лизио, соответствующая нескольким лентам, ориентированным с N 60 на 100 ° в.д. (череда апофизов Биньяна, Геэнно, Савене и т. д.); к югу от этой оси — прерывистый хребет синтектонических молей[проверить перевод] (массивы Трегюнка, Пон-л’Аббе, Пор-Луи — Плёмёр, Гленан — Киброн — Уа — Оэдик — Геранд — Ле-Круазик, Сен-Бревен-ле-Пен, Нуармутье-Ла-Рош-сюр-Йон, вытянутые в направлении южно-армориканской возвышенности, при этом напряжение Нуармутье создается в пользу обширной зоны сдвига, развитой в Южной Бретани, что сопровождается региональным метаморфизмом.

## Поселения
Город Нуармутье-ан-л’Иль находится на восточном берегу острова. Здесь есть средневековая церковь XIV века, крепость, гавань и место для морских купаний.
Город соединён с континентом своеобразной дорогой из каменных глыб длиной в 4 км. Она затопляется два раза в день приливом. Каждый год проводится Фуле-дю-Гуа — гонка, начинающаяся в начале прилива. В 1999 и 2017 годах по этой дороге проходила велогонка Тур де Франс. На острове имеются ещё три поселения (коммуны) — Барбатре, Лепен и Ла-Гериньер.

## История
В 799 году на местный монастырь напали норманны. Это был первый набег викингов на континентальную Европу, о котором сохранились какие-либо сведения. Остров привлекал захватчиков своим стратегическим расположением у устья Луары. Чтобы прекратить «бесчинства варваров», Карл Великий приказал укрепить побережье. Тогда, вероятно, на Нуармутье появилась первая крепость.
Сеньория Гарнаш, к которой относились острова Нуармутье и Буэн (ныне под водой), была предметом спора между правителями Бретани и Пуату. В XIII веке в Нуармутье возводится неприступный замок с 20-метровым донжоном, который сохранился до нашего времени. Начиная с XV века им владели виконты де Туар из родов Амбуаз и Ла-Тремуй. В XIV и XVI вв. замок не покорился неоднократно осаждавшим его англичанам и испанцам, однако в 1674 г. был взят адмиралом Тромпом.
В 1560-е годы остров занимали корсары-гугеноты из Ла-Рошели. Когда Людовик XIV предоставил госпоже де Ментенон монополию на ввоз табака из Америки, Нуармутье сделался гнездом табачных контрабандистов. В XVII—XVIII веках начинается сооружение разветвлённой системы дамб и польдеров. Во время Вандейского мятежа на территории острова произошло несколько столкновений между правительственными войсками и повстанцами.
Остров славится живописными дубовыми рощами и мимозами.
15 июля 1931 года неподалёку от острова во время шторма затонуло судно «Сен-Филибер». При этом свыше 500 человек погибли.

## Экономика
Жители острова живут за счёт рыболовства (включая ловлю устриц), туризма и выпаривания морской соли. Также развито сельское хозяйство. На острове выращивают самый дорогой в мире картофель — «La Bonnotte». Годовой урожай не более 100 т этого сорта в год. Так как клубень исключительно нежен, собирать его можно только вручную.